# Harald Oxholm
Harald Peter Jørgen Valdemar Oxholm (født 16. januar 1872 på Tårnholm, død 7. oktober 1925 i København) var en dansk godsejer, hofjægermester og kammerjunker.
Han var søn af Alexander Oxholm og hustru født komtesse Scheel, var værnepligtig i Den Kongelige Livgarde og arvede i 1908 herregården Tårnholm, som han solgte i 1923. Han havde også en Villa Musse i Fredensborg.
15. maj 1897 ægtede han Antoinette komtesse Bille-Brahe-Selby (28. maj 1876 på Hvedholm – 29. januar 1961 i Nyborg), datter af grev Preben Bille-Brahe Selby.